# 小行星1160
小行星1160（1160 Illyria）是一颗围绕太阳公转的小行星。1929年9月9日，卡爾·威廉·萊茵姆特在海德堡发现了此天体。
該小行星以歐洲歷史地區伊利里亞命名。
这颗小行星的绝对星等为4.85215090071415等。